# Intervalle QT

Représentation d’un ECG normal

 (novembre 2020).
Si vous disposez d'ouvrages ou d'articles de référence ou si vous connaissez des sites web de qualité traitant du thème abordé ici, merci de compléter l'article en donnant les références utiles à sa vérifiabilité et en les liant à la section « Notes et références ».
L'intervalle QT est une mesure importante obtenue à partir d'un électrocardiogramme (ECG). Il représente la durée de la dépolarisation (contraction) et de la repolarisation (relaxation) des ventricules cardiaques. Cette mesure est utilisée comme un indicateur clé pour le diagnostic et le suivi de certaines pathologies cardiaques.
Un effet secondaire classique de nombreuses classes de médicaments est l’allongement de cet intervalle QT. C'est le cas par exemple des neuroleptiques, des antipaludiques, des macrolides ou des fluoroquinolones.
Plus rarement, des modifications de la durée de cet intervalle peuvent être d'origine génétique : syndrome du QT long, syndrome du QT court

## Définition et mesure
L’intervalle QT est mesuré du début de l’onde Q à la fin de l’onde T sur un ECG. Sa durée est exprimée en millisecondes (ms).

## Plage normale
Les valeurs normales de l’intervalle QT varient selon l’âge, le sexe et la fréquence cardiaque. Généralement, elles sont les suivantes :
- Hommes adultes : ≤450 ms
- Femmes adultes : ≤460 ms

Pour prendre en compte les variations de la fréquence cardiaque, on utilise fréquemment l’intervalle QT corrigé (QTc).

## Signification clinique
L’intervalle QT reflète l’état de l’activité électrique du cœur:
- Un QT prolongé (syndrome du QT long) est associé à un risque accru d’arythmies ventriculaires graves, telles que les Torsades de Pointes.
- Un QT court peut également être lié à un risque accru d’arythmies.

## Correction du QT (QTc)
L'intervalle QT est influencé par la fréquence cardiaque. Pour corriger cette influence, plusieurs formules mathématiques sont utilisées, notamment:
- Formule de Bazett : QTc=RRQT où RR représente l'intervalle entre deux ondes R consécutives (en secondes).
- D'autres formules incluent celles de Fridericia, Framingham et Hodges.

## Facteurs influençant l’intervalle QT
Plusieurs éléments peuvent modifier la durée de l’intervalle QT :
- Médicaments : Certains traitements, comme les antiarythmiques, les antipsychotiques et certains antibiotiques, peuvent prolonger le QT.
- Troubles électrolytiques : Une hypokaliémie (faible taux de potassium), une hypomagnésémie (faible taux de magnésium) ou une hypocalcémie (faible taux de calcium) peuvent allonger le QT.
- Syndromes génétiques : Le syndrome du QT long congénital est causé par des mutations génétiques.
- Fréquence cardiaque : Un rythme cardiaque rapide réduit le QT, tandis qu’un rythme lent l’allonge.

## Importance clinique
Un QT prolongé est un facteur de risque important de mort subite d'origine cardiaque, particulièrement en cas d'arythmies comme les Torsades de Pointes. Une surveillance régulière est recommandée pour les patients prenant des médicaments allongeant le QT ou atteints de pathologies cardiaques.

## Populations particulières
- Athlètes : Chez les athlètes, un QT légèrement plus long peut être observé en raison d’une bradycardie (rythme cardiaque lent).
- Enfants : Les valeurs normales chez les enfants diffèrent de celles des adultes et nécessitent des références adaptées.

## Anomalies de l’intervalle QT

### Syndrome du QT long (LQTS)
Le syndrome du QT long peut être :
- Congénital : Résultant de mutations affectant les canaux ioniques, notamment les canaux potassiques ou sodiques.
- Acquis : Souvent induit par des médicaments ou des déséquilibres électrolytiques. Les symptômes incluent des syncopes, des palpitations ou, dans les cas graves, un arrêt cardiaque soudain.

### Syndrome du QT court (SQTS)
Le syndrome du QT court est une condition génétique rare associée à un risque accru de fibrillation auriculaire et d’arythmies ventriculaires.